# بي إم دبليو إم 1
بي إم دبليو أم 1 (بالإنجليزية: BMW M1) هي سيارة من تصنيع شركة بي إم دبليو.